# 올 더 프리티 호시즈
《올 더 프리티 호시즈》(영어: All the Pretty Horses) 혹은 올 더 프리티 호스는 2000년 공개된 미국의 서부 로맨스 영화이다. 코맥 매카시의 소설 《모두 다 예쁜 말들》을 원작으로 하며, 빌리 밥 손턴이 각색하였다. 맷 데이먼과 페넬로페 크루스가 출연한다.

## 배역
- 맷 데이먼 - 존 그레이디 콜
- 페넬로페 크루스 - 알레한드라 비야레알
- 헨리 토머스 - 레이시 롤린스
- 루커스 블랙 - 지미 블레빈스
- 루벤 블레이즈 - 돈 헥터
- 로버트 패트릭 - 콜
- 줄리오 오스카 메초소
- 미리암 콜론 - 도냐 알폰사

## 한국어 더빙 성우진(MBC)
- 안지환 - 존 그레디 콜 (맷 데이먼)
- 최원형 - 레이시 로린스 (헨리 토머스)
- 박영희 - 알레 한드라 (페넬로페 크루즈)
- 정재헌 - 블레빈스 (루카스 블랙)
- 김은영 - 알레 한드라 고모할머니
- 이종혁 - 라울 경찰서장 (줄리오 오스카 메코소)
- 최한
- 방성준
- 이원찬
- 양준건

## 평가
영화는 대체적으로 부정적인 평가를 받았다. 로튼토마토에서는 32%를 기록했다.